# Verska literatura
Verska literatura je splošno poimenovanje za literaturo, ki je tesno povezana z določeno vero. Besedila, ki so za določeno vero najpomembnejša, imenujemo tudi sveta besedila ali svete knjige. Verniki takim knjigam običajno pripisujejo božji (nadnaravni) izvor oziroma navdih.
Najstarejši znani verski teksti so Teksti piramid iz Egipta, iz časa Starega kraljestva (2400-2300 pr.n. št). Le nekoliko mlajši je sumerski Ep o Gilgamešu (2150-2000 pr. n št.). Hindujske Rigvede so nastale v letih 1700-1100 pr. n. št. in so verjetno najstarejši verski teksti, ki se še uporabljajo. 

## Pomembnejša verska besedila

### Hinduizem
- Vede (Rigveda, Jadžurveda, Samaveda in Atharvaveda)
- Upanišade, Mahabharata, Bhagavad-gita

### Islam
- Koran
- Hadis

### Judovstvo
- Sveto pismo (Biblija) stare zaveze, zlasti Tora
- Tanaka, Talmud

### Krščanstvo
- Sveto pismo (Biblija) stare zaveze
- Sveto pismo (Biblija) nove zaveze, zlasti evangeliji